# Pterodroma axillaris
Pterodroma axillaris е вид птица от семейство Procellariidae. Видът е застрашен от изчезване.

## Разпространение
Видът е разпространен в Нова Зеландия.